# Kris Stadsgaard
Kris Stadsgaard (ur. 1 sierpnia 1985) – piłkarz duński grający na pozycji środkowego obrońcy.

## Kariera klubowa
Karierę piłkarską Stadsgaard rozpoczął w klubie Farum BK (późniejszy FC Nordsjælland). W 2002 roku awansował do kadry pierwszej drużyny. 27 kwietnia 2003 zadebiutował w pierwszej lidze duńskiej w przegranym 1:5 wyjazdowym spotkaniu z Silkeborgiem. Zawodnikiem Nordsjælland był do lata 2007 roku i rozegrał w nim 41 meczów. Jesienią 2007 roku trafił do Regginy Calcio, w której swój debiut zanotował 16 września 2007 w meczu z Romą (1:2). Ogółem w Serie A wystąpił 5 razy.
Wiosną 2008 roku Stadsgaard przeszedł do norweskiego klubu Rosenborg BK. W nim po raz pierwszy wystąpił 12 kwietnia 2008 w przegranym 1:2 domowym meczu z Fredrikstad FK. Od czasu debiutu był podstawowym zawodnikiem Rosenborga. W 2009 i 2010 roku przyczynił się do wywalczenia przez Rosenborg dwóch tytułów mistrza Norwegii.
Latem 2010 roku Stadsgaard przeszedł z Rosenborga do Málagi. Swój debiut w Primera División zaliczył 12 września 2010 w zwycięskim 5:3 wyjazdowym spotkaniu z Realem Saragossa. 16 października 2010 w meczu z Realem Madryt (1:4) strzelił pierwszego ligowego gola w profesjonalnej karierze.
Na początku 2012 roku Stadsgaard przeszedł do FC København.
| Sezon   | Klub            | Kraj      | Rozgrywki        | Mecze | Bramki |
| ------- | --------------- | --------- | ---------------- | ----- | ------ |
| 2002/03 | Farum BK        | Dania     | Superligaen      | 1     | 0      |
| 2003/04 | FC Nordsjælland | Dania     | Superligaen      | 5     | 0      |
| 2004/05 | FC Nordsjælland | Dania     | Superligaen      | 21    | 0      |
| 2005/06 | FC Nordsjælland | Dania     | Superligaen      | 7     | 0      |
| 2006/07 | FC Nordsjælland | Dania     | Superligaen      | 1     | 0      |
| 2007/08 | FC Nordsjælland | Dania     | Superligaen      | 6     | 0      |
| 2007/08 | Reggina Calcio  | Włochy    | Serie A          | 5     | 0      |
| 2008    | Rosenborg BK    | Norwegia  | Tippeligaen      | 15    | 0      |
| 2009    | Rosenborg BK    | Norwegia  | Tippeligaen      | 20    | 0      |
| 2010    | Rosenborg BK    | Norwegia  | Tippeligaen      | 20    | 0      |
| 2010/11 | Málaga CF       | Hiszpania | Primera División | 25    | 1      |
| 2011/12 | FC København    | Dania     | Superligaen      | 11    | 0      |
| 2012/13 | FC København    | Dania     | Superligaen      | 27    | 2      |
| 2013/14 | FC København    | Dania     | Superligaen      | 18    | 0      |
| 2014/15 | FC København    | Dania     | Superligaen      | 0     | 0      |
| 2015/16 | FC København    | Dania     | Superligaen      | 0     | 0      |

## Kariera reprezentacyjna
W swojej karierze Stadsgaard występował w reprezentacji U-21. W dorosłej reprezentacji zadebiutował 12 sierpnia 2009 roku w przegranym 1:2 towarzyskim spotkaniu z Chile.